# Вакулишин Сергій Миколайович
Сергій Миколайович Вакулишин (5 квітня 1958, Київ — 22 червня 2022, Київ) — український краєзнавець, голова Святошинського осередку та член президії правління Київської міської організації НСКУ; києвознавець, методист Святошинського центру позашкільної роботи, завідувач Зразкового музею історії Святошинського району м. Києва.

## Життєпис
Сергій Вакулишин народився у 1958 році в Києві, в сім'ї українських інтелігентів. За фахом — учитель початкових класів. З 1976 року працював у школі. Проходив службу в армії.
З 1980 до 2022 року — позашкільний педагог, методист краєзнавчої роботи з учнівською молоддю Києва. Вперше в Києві організував і провів конкурси на краще знання Києва та Ленінградського району.
З 1979 року — як аматор, а з 1986 року — як історик-архівіст, Сергій Вакулишин на громадських засадах ґрунтовно розробляє окремі питання києвознавства. В 1988 році в клубі «Києвознавець» та на засіданні секції історії авіації дебютував з публічними доповідями.
У 1993—1994 рр. з благословення Віталія Карпенка почав публікувати історичні розвідки на шпальтах газети «Вечірній Київ».

## Музей історії Святошинського району
2001 року при Святошинському центрі позашкільної роботи «Північне сяйво» С. М. Вакулишин створив музей місцевої історії — реалізував давню мрію ще з другої половини 80-х років. Зразковий музей історії Святошинського району став відомим києвознавчим центром, самобутнім науково-дослідницьким та культурно-освітнім осередком, своєрідною лабораторією музейної педагогіки. Музей знаходиться за адресою: Берестейський проспект, 136, ЦПР «Північне Сяйво». У 2013 році працював у будні дні з 11:00 до 19:00.

## Громадська діяльність
Був консультантом з питань київської топонімії Державного науково-виробничого підприємства «Картографія», активістом міської організації Всеукраїнського товариства «Меморіал» ім. Василя Стуса, членом Національної спілки краєзнавців України та Асоціації дослідників голодоморів в Україні.
Голова Святошинського осередку (2008—2022), заступник голови (2008—2016), член президії правління (2008—2019), член правління (2008—2022) Київської міської організації НСКУ.

## Творчість
Сергій Вакулишин — автор близько 20 книжок, десятків статей у наукових збірниках, всеукраїнських часописах та безлічі лаконічних історико-краєзнавчих
повідомлень у міських газетах.
У 2004—2008 роках С. Вакулишин був відповідальним секретарем колективної монографії «Про землю і про людей святошинських» — видавничого проекту, здійсненого під патронатом Володимира Мазепи, голови Святошинської РДА у 2002—2010 роках.
Книги:
- Чи був голодомор у Києві? / Конгрес Укр. Націоналістів. — К., 1997. — 15 с.
- Київ: Український хронологічний довідник / уклав С. Вакулишин. — К. : [б.в.], 1998. — 33 л.
- Святошинський район столиці: Посібник з місцевої історії. — К., 2004. — 96 с.
- Голодова катастрофа в Києві / Передмова Роман Круцик; Всеукр. т-во «Меморіал» ім. В. Стуса. — К., 2005. — 80 с.: іл. , табл.
- Вакулишин С., Василенко Л. Деснянський район: Із глибини століть — у сьогодення. — Довідково-інформаційне видання. — Київ, 2006. — 244 с.
- Вакулишин, Сергій. Околиці Києва: докум.-публіцист. зб. — К. : Географіка, 2009. — 152 с.
- Вакулишин Сергій. Терени Святошинського адміністративного району Києва до 1973 року: Енциклопедичний довідник. — 2011. — 28 с.
- Вакулишин, Сергій. Репортаж з Києва 1913 року: [іст.-краєзн. реконструкції]. — К. : Українська видавнича спілка, 2012. — 115 с. : іл.
- Вакулишин Сергій. Топонімія Києва XX ст. [довідник]. — К. : Центр ДЗК, 2014. — 260 с. — 200 прим.
- Вакулишин, Сергій. (Не) Мій Київ: Збірка статей з концептуального києвознавства. — К.: Світ Успіху, 2014. — 208 с.
- Вакулишин Сергій. Київ у XX сторіччі: Енциклопедичний довідник-розвідка. — Київ: УВС ім. Ю. Липи, 2018. — 184 с., іл.[7]
- Вакулишин, Сергій. Терени Святошинського адміністративного району Києва до 1973 року: енциклопед. довід. — Вид. 2-ге, випр. і допов. — Київ: Основа, 2019. — 119 с. : іл.
- Святошинський район в історичних фотографіях та документах = Svyatoshinsky district in historical photographs and documents: [фотоальбом] / упоряд. Сергій Вакулишин ; передм. Ігор Гирич. — Київ: Основа, 2019. — [123] с. : фот.
- Вакулишин, Сергій Миколайович. Статті з проблем національно-патріотичного виховання: зб. вибр. ст. 1997—2019 рр. — Київ: Основа, 2020. — 169, [2] с.
- Вакулишин, Сергій Миколайович. Три роки з історії Києва. 1913. Осінь 1939 — осінь 1941: енциклопед. довід. — Київ: Основа, 2020. — 238, [1] с. : іл., фот.
- Вакулишин Сергій. Околиці Києва. Вид. 2-е, переробл. та доп. — Київ: ТОВ «Основа», 2021. — 292 с.[8]
- Художньо-літературний Київ: краєзнав. довід. / уклад. Сергій Вакулишин. — Київ: Основа, 2021. — 127 с. : іл.
- Київ авіаційний. XX сторіччя: хронол. довід. / [уклад. Сергій Вакулишин]. — Київ: Основа, 2021. — 189 с. : іл., фот.
- Вакулишин Сергій. Мій Святошинський район. — Київ, 2021.
- Історичні пріоритети Києва ХХ сторіччя: Кишеньковий довідник / Укладач Сергій Вакулишин. — К., 2022. — 80 с.

## Нагороди
- Бронзовий знак ЦК ВЛКСМ
- Відмінник освіти України
- Орден «За заслуги» ІІІ ступеня (2007)
- Почесний краєзнавець України (2013)
- Премія імені академіка Петра Тронька Національної спілки краєзнавців України «За видання краєзнавчої літератури: монографій, нарисів, описів, путівників, довідників, окремих публікацій, циклів статей тощо» (2016)